# Chwała Maryi
Chwała Maryi – książka z dziedziny mariologii, wydana w 1750 roku przez św. Alfonsa Marię Liguoriego, doktora Kościoła.

## Opis
Książka została wydana w 1750 roku. Był to okres gdy niektórzy krytykowali nabożeństwa maryjne i została napisana po części jako obrona kultu maryjnego. Książka łączy liczne cytaty na rzecz kultu Najświętszej Maryi Panny Ojców Kościoła i Doktorów Kościoła z osobistymi poglądami św. Alfonsa na temat kultu maryjnego oraz zawiera szereg modlitw i praktyk maryjnych.
Pierwsza część książki skupia się na modlitwie Salve Regina (Witaj Królowo) i wyjaśnia, w jaki sposób Bóg dał ludzkości Maryję jako „Bramę Niebios”. Św. Alfons zacytował św. Bonawenturę: „Nikt nie może wejść do nieba, chyba że przez Maryję, jak przez drzwi”.
Druga część książki dotyczy kluczowych świąt maryjnych, takich jak: Niepokalane Poczęcie, Narodzenie NMP, Oczyszczenie, Zwiastowanie, Wniebowzięcie itd. Trzecia część skupia się na Siedmiu Boleściach Maryi, wyjaśniając, jak jej „przedłużone męczeństwo” było większe niż wszystkich innych męczenników społem. Część czwarta omawia dziesięć różnych cnót Najświętszej Maryi Panny, natomiast część piąta zawiera zbiór modlitw maryjnych, medytacji i nabożeństw. Dodatek poświęcony jest obronie roli Maryi jako Pośredniczki wszystkich łask.

## Polskie wydania
W 1849 roku została wydana w Warszawie książka Uwielbienie Maryi, ale zawierała ona tylko tłumaczenie pierwszej części dzieła Liguoriego. W Polsce tłumaczenia dokonał z włoskiego oryginału Le Glorie di Maria o. Prokop Kapucyn (Jan Tomasz Leszczyński). W 1877 roku została wydana przez Anczyca, a w 1896 wydawcą był Gebethner i Wolf. Nosiła tytuł Uwielbienia Maryi. W 1918 roku ukazał się jej nowy przekład Marka Czekańskiego. Wydawnictwo M wydało ją pod tytułem Chwała Maryi.  